# Bethioua
Bethioua (Arabisch: بطيوة, Berbertalen: ⴱⴻⵟⵟⵉⵡⴰ, Ibeṭṭiwen, voorheen Arzew, onder Franse heerschappij, genaamd Vieil Arzew dan Saint Leu) is een stad en regio in de wilaya van Oran in het westen van Algerije.Het heeft een gashaven, petrochemische faciliteiten en een ontziltingsinstallatie.
Het is gelegen op de ruïnes van de oude Romeinse nederzetting van Portus Magnus. Het gebied zelf behoorde toe aan de Battiwa (Ibeṭṭiwen), een groep Berber-clans die in de 18e eeuw uit het Rifgebergte kwamen, voornamelijk de stam Ait Said (Bettiwa) en Temsaman. Ze waren samengesteld uit clans van Zegzawa (Izegzawen), de Ait Mait en hun Maraboutic-leider Sidi Amar Ben Ahmed wiens mausoleum met uitzicht op de zee ligt Zo vestigde zich oorspronkelijk in de buurt van de heuvels van Mostaganem, toen ze in 1784 door de bey van Mascara dit kustgebied iets verder naar het westen kregen. Tijdens de Franse kolonisatie moest Bettiouas opnieuw hun toevlucht zoeken in Mazagran, de meesten van hen kregen hun land terug van de autoriteiten.Tegenwoordig kunnen alleen ouderen de stamtaal nog echt spreken.
Toen de Amerikanen en Britten Algerije binnenvielen in november 1941 (Operatie Torch), landden de Amerikaanse troepen die Oran hadden ingenomen op Beach Z, de strook kustlijn tussen Arzew en Bethioua.

## Historie
Er zijn verschillende hypothesen gerapporteerd over de oorsprong van de naam "Bethioua".
Een van hen beweert dat de naam rechtstreeks afkomstig is van de gelijknamige Berberstam. De inwoners van Bethioua beweren zelf afstammelingen te zijn van stammen uit de gelijknamige Marokkaanse Rif, waarvan de emigratieperiode is vastgesteld in het midden van de 18e eeuw.
René Basset geeft ons een hypothese die dichter bij de bronnen ligt, zelfs van de Arabische bronnen vóór de emigratie van de Bettioua. De historicus Ibn Khaldoun (1332-1406) noemt "بطيوة" (Botioua) als een van de drie divisies van Marokko. In de elfde eeuw vermeldt EL Bekri in zijn "كِتاب ألمسالك و ألممالك" (boek van wegen en koninkrijken) een "محرس بُطيوة" (Mahrs Botiouia) in de buurt van Sfax. Botioua, ook uitgesproken als Bettiouia, lijkt te zijn aangewezen als een van de belangrijkste stammen van de Marokkaanse Rif. Deze term versterkt deze hypothese en heeft verschillende sporen achtergelaten op verschillende plaatsen in Noord-Marokko.
De historicus Ibn Khaldoun informeert ons in het bijzonder dat de naam van Bettioua oorspronkelijk die van een grote confederatie is waarvan het leefgebied de Rif-regio is, deze naam wordt soms Botouïa, soms Battouya, Ibettoyen, soms Bettioua geschreven. Het is een tak van de zittende Berbers van de Sanhadja, bekend als 'stichters van rijken', wiens zittende tak zich in de Kabylië bevindt en wiens belangrijkste prestaties het Fatimiden-rijk, de Qalaa Beni Hammad, het koninkrijk Bougie of het Almohaden-rijk omvatten. Een van de belangrijkste sanhaji-families van Algiers is de Botouïa naast de Beni Mezghanna.
Met de val van de Almohaden vielen de Ibettiwen van de Rif in handen van de Meriniden die hun soevereiniteit in Fez vestigden. De bewoners van de Rif maakten er geen probleem van om de nieuwe Merinid-meesters te herkennen en ontdekten zelfs de middelen om er in de geschiedenis serieuze voordelen uit te halen. Een van de vrouwen van de Ibettiwen, Oum el Youm, dochter van de Ouled Mallahi van Tafersit, trad door huwelijk toe tot de koninklijke familie en baarde een jongen die de Merinid-heerser Yaqoub ben Abdelhaq werd.
De Maqsad (Leven van de Heiligen van de Rif) zegt ook: [...] Ook wel Bettiwa genoemd. Deze stam schijnt tot in de achttiende eeuw belangrijk en bekend te zijn gebleven onder deze historische naam. In zijn 'Relatie' spreekt Rolan Fréjus nog over de Boutoye die toen een gouverneur gemeen had met de Temsamanes. Kort daarna en zonder dat we de reden zien, verdwijnt deze naam steeds meer van de kaart. Deze verdwijning valt echter samen met de intrede op het politieke toneel van de familie Rif van de Hamamiyin van Temsamane en we denken dat we dit voor een groot deel kunnen toeschrijven aan de uitputting veroorzaakt door de steeds talrijker wordende heffingen die de Caïds van deze familie gebruikten in het westen van Marokko, eerst in de heilige oorlog, daarna in hun strijd tegen de sultans (zetels van Larache, Assilah, Badis, Ceuta, Tanger, Tetouan, Mazagan, Taroudant). Van de Bettûya die deze contingenten vormden, keerden slechts weinigen van degenen die het overleefden terug naar hun land, en het grootste aantal vestigde zich in de veroverde steden en hun voorsteden. De aldus ontvolkte stam verloor zijn denominatie en die van oude subfracties (Beni Oulichek, Beni Said enz) kwamen ervoor in de plaats.
Inderdaad, in 1678 bevrijdde een zekere Riffijnse generaal Haddu Al-Battiwi met de hulp van zijn troepen de stad Tanger van de Britse bezetting. Er wordt melding gemaakt in zijn leger van Ibettiwen. Zo zijn in de huidige regio Fahs van Tanger, in Assilah en Larache de achternamen Bettioui, Abetuy en Bettiwa wijdverbreid, evenals de Andalusische zangeres Zohra Bettiwa.
De 'Le Maroc Inconnu' van 1855 door Auguste Mouliéras meldt dat: Van Tazaghine gaat Mohamed naar Zegzaoua. Dit wordt een rij gehuchten genoemd, die elkaar zonder onderbreking opvolgen, van het O tot het W. Niet ver van dit dorp zien we het dorp Bettioua, waar de Berbers van Arzew (Bethioua) vandaan komen. Dit is wat ze zelf bevestigen en dit is wat de inboorlingen van Beni Said zeggen die naar het departement Oran komen om hun wapens te verhuren aan de kolonisten. Tijdens het verblijf dat Mohammed in Bettioua maakte, had hij de gelegenheid om te spreken over zijn broers die door het lot (el-mektoub) helaas onder christelijk gezag werden geplaatst. Verkenning van de Rif, Beni Said-stam, pagina 131.